# Thành Trung (người dẫn chương trình)
Võ Thành Trung (sinh ngày 27 tháng 1 năm 1983), thường được biết đến với nghệ danh Thành Trung, là một nam người dẫn chương trình kiêm diễn viên người Việt Nam. Anh đã từng hai lần đoạt giải "Dẫn chương trình ấn tượng" tại Ấn tượng VTV.

## Tiểu sử
Võ Thành Trung, còn được biết đến với biệt danh vui vẻ là Tro Thành Vũng, sinh ngày 27 tháng 1 năm 1983, quê ở Quảng Ngãi. Thành Trung bén duyên với nghề vào năm 2003, khi dẫn chương trình cho sân khấu ca nhạc tại một quán cà phê ở Hà Nội. Sau đó, anh chính thức trở thành MC truyền hình với chương trình Lực sĩ tý hon của VTV2 năm 2007. Thành Trung từng có 10 năm theo nghiệp võ và giành được nhiều huy chương, nhưng sau đó chuyển hướng sang theo đuổi nghệ thuật.

## Đời tư
Thành Trung từng kết hôn với ca sĩ Thu Phượng, có chung con gái là bé Vi An. Cả hai chia tay sau 3 năm chung sống. Năm 2017, Thành Trung tái hôn với một nữ tiếp viên hàng không Ngọc Hương và có hai bé trai.

## Các chương trình đã tham gia
- Xúc xắc - Lúc lắc: Anh dẫn dắt chương trình này trong vai "Anh Xúc xắc" cùng với Quỳnh Anh ("Chị Lúc lắc") trong suốt thời gian lên sóng.
- Đồ Rê Mí: Anh dẫn dắt chương trình cùng với Kyo York ở mùa thứ 6.
- Bước nhảy hoàn vũ nhí: Anh dẫn dắt chương trình cùng Ốc Thanh Vân ở mùa thứ 2.
- Ca sĩ tranh tài
- Cà phê sáng cuối tuần
- Giọng hát Việt nhí: Anh tham gia chương trình ở đêm Gala Trung Thu 2015 cùng với Ốc Thanh Vân ở mùa thứ 3, dẫn cùng với Quỳnh Chi ở mùa thứ 5 và Gil Lê ở mùa thứ 8.
- Hòa âm ánh sáng: Anh dẫn dắt chương trình cùng với Yến Trang ở mùa thứ 2 và Quỳnh Chi ở mùa thứ 3.
- Cuồng nhiệt cùng bóng đá/Cuồng nhiệt cùng EURO 2016: Anh tham gia chương trình với tư cách là MC trong phần lớn các số phát sóng.
- Nhân tố bí ẩn: Anh dẫn dắt chương trình cùng với Gil Lê ở mùa thứ 2.
- Gương mặt thương hiệu: Anh dẫn đêm chung kết cùng với Gil Lê.
- Đừng để tiền rơi: Anh dẫn dắt chương trình trong cả mùa thứ 2.
- Không giới hạn - Sasuke Việt Nam: Anh tham gia chương trình trong vai trò người đồng dẫn kiêm khách mời bình luận cùng với Nguyên Khang trong mùa thứ nhất, và trở thành MC cố định trong các mùa kế tiếp.
- Tiền khéo tiền khôn: Anh dẫn dắt chương trình cùng với Hoàng Oanh ở mùa đầu tiên, với Hồng Nhung ở mùa thứ 2 và 3, và với Mai Trang ở mùa thứ 4.
- Giác quan thứ 6: Anh dẫn dắt chương trình cùng với Diệu Nhi ở mùa thứ 3 và Lâm Vỹ Dạ ở mùa thứ 4.
- Quý ông đại chiến: Anh dẫn dắt chương trình ở mùa thứ 2 và mùa thứ 3.
- Cơ hội cho ai: Anh dẫn dắt chương trình từ mùa thứ 2 đến mùa thứ 4, từ mùa thứ 6 đến nay.
- Hành lý tình yêu: Anh dẫn dắt chương trình ở mùa đầu tiên.
- Hãy yêu nhau đi
- Sức nước ngàn năm: Anh đảm nhận dẫn dắt chương trình từ ngày 21/11/2021 đến hết ngày 28/8/2022. Tuy nhiên anh chỉ dẫn ở 1 vài tập phát sóng nhất định khi MC Nguyên Khang vắng mặt.
- Đấu trường siêu việt
- Trò chơi trời cho
- Tài năng SV: Anh dẫn dắt chương trình ở mùa thứ 2.
- Gà đẻ trứng vàng: Anh cùng với Hoàng Yến Chibi dẫn dắt chương trình trong suốt thời gian lên sóng.
- Lotte All Star Futsal Challenge
- Siêu sao ẩm thực: Anh dẫn dắt chương trình này thay cho nghệ sĩ Chí Trung, từ ngày 14 tháng 1 năm 2019 cho đến khi chương trình kết thúc vào ngày 15 tháng 7.
- Gala tết Việt: Anh dẫn chương trình này cùng với MC Hồng Nhung trong dịp tết Ất Mùi 2015.
- Đẹp +84: Anh là trưởng tàu trong chuyến tàu đến với thủ đô Hà Nội từ ngày 3 đến ngày 7 tháng 3 năm 2025.
- Chiến sĩ quả cảm: Anh tham gia chương trình này với vai trò "Chiến sĩ nhập vai" cùng với 10 người khác cùng vai trò như Ngô Kiến Huy và Song Luân.
- MC chung kết Miss Universe Vietnam 2024.
- MC chung kết The Next Gentleman (mùa 2).

### Diễn xuất
- Ở nhà chủ nhật: Anh tham gia diễn xuất trong một số tiểu phẩm trong chương trình, thay thế cho nghệ sĩ Quang Thắng.
- Gặp nhau cuối tuần
- Gặp nhau cuối năm: Anh tham gia chương trình với tư cách là diễn viên táo từ năm 2007.
- Thư giãn cuối tuần: Anh cùng với nghệ sĩ Tự Long tham gia chương trình với tư cách là nhân vật Chuối trong chuyên mục Chém chuối cuối tuần.
- Gala cười: Anh tham gia chương trình với tư cách là diễn viên vào năm 2005 và năm 2014. Năm 2013 và 2015, anh xuất hiện trong vai trò là MC cùng với Thảo Vân.

### Các sự kiện
- VTV Awards 2018, 2019, 2020
- Liên hoan tiếng hát Hoa phượng đỏ toàn quốc 2020
- Lễ trao giải Bài hát Việt 2014
- Sing for live - Sing for love

Và một số sự kiện khác.

### Người chơi
- Việt Nam của tôi
- Hãy chọn giá đúng (30 tháng 3 năm 2014)
- Ai trúng số độc đắc (31 tháng 1 năm 2014)
- Anh trai vượt ngàn chông gai (2024)

### Khách mời
- Ơn giời cậu đây rồi!
- Muôn màu Showbiz
- Chúng tôi - chiến sĩ
- Ký ức vui vẻ: Anh tham gia trong vai trò khách mời ở tập 5 mùa 3, và trở thành đội trưởng thập niên 90 ở các tập 9 và 12.
- Người đi xuyên tường (10 tháng 7 năm 2015)
- Mẹ vắng nhà ba là siêu nhân
- Nóng cùng FIFA World Cup 2018
- Bình luận World Cup 2018, AFF Cup 2018, Euro 2020, AFF Cup 2020, World Cup 2022 (VTV)
- Bình luận Ngoại Hạng Anh (K+)
- Chị em chúng mình
- Giờ thứ 9+
- Lời tự sự

### Giám khảo
- Young Hit Young Beat - Nhí tài năng 2015 (Giám khảo chính)

## Phim đã tham gia
- Vệ Sĩ (2005)
- Biên kịch nghiệp dư (2007)
- Những người độc thân vui vẻ (2008)
- Sống thử (2009)
- Giao thừa đón lộc vàng (2010)
- Biếu quà sếp (2013)
- Chôn nhời 1 (2014)
- Họ lý tên thông (2018)

## Giải thưởng
| Năm  | Giải thưởng  | Hạng mục                  | Kết quả   | Tham khảo |
| ---- | ------------ | ------------------------- | --------- | --------- |
| 2017 | Ấn tượng VTV | Dẫn chương trình ấn tượng | Đoạt giải | [ 7 ]     |
| 2019 | Ấn tượng VTV | Dẫn chương trình ấn tượng | Đoạt giải | [ 8 ]     |